# Col de Montmirat
Le col de Montmirat est un col du Massif central situé à l'ouest du mont Lozère, à cheval sur les communes de Saint-Étienne-du-Valdonnez et Ispagnac, à 1 042 m d'altitude, dans le département de la Lozère.

## Situation
Le col de Montmirat est situé à 22 km de Mende et à 18 km de Florac et constitue un passage obligé pour rejoindre les deux villes, en empruntant la route nationale 106.
Il est situé entre le mont Lozère, la vallée du Lot, la Margeride et le causse de Sauveterre.